# Maquis de Picaussel
 (juin 2016).
Si vous disposez d'ouvrages ou d'articles de référence ou si vous connaissez des sites web de qualité traitant du thème abordé ici, merci de compléter l'article en donnant les références utiles à sa vérifiabilité et en les liant à la section « Notes et références ».
Le maquis de Picaussel est un maquis du département de l'Aude, sur le plateau prépyrénéen de Sault, proclamé le 6 juin 1944. Il était placé sous le commandement du colonel Lucien Maury (1915-1989), instituteur.
Le maquis de Picaussel tire son nom de la forêt dans laquelle celui-ci s'est installé. Vaste et dense sapinière du Pays de Sault proche de la haute vallée de l'Aude, difficile d'accès et aux versants abrupts, la forêt de Picaussel était un lieu facile à défendre pour les maquisards, d'autant plus que ceux-ci bénéficiaient du soutien d'une large partie de la population locale (Puivert, Lescale, Belvis...).
Le maquis assurait trois fonctions principales : base de départ des guérillas, base de repos pour les soldats en transit et centre de ravitaillement.

## Organisation
Hommes

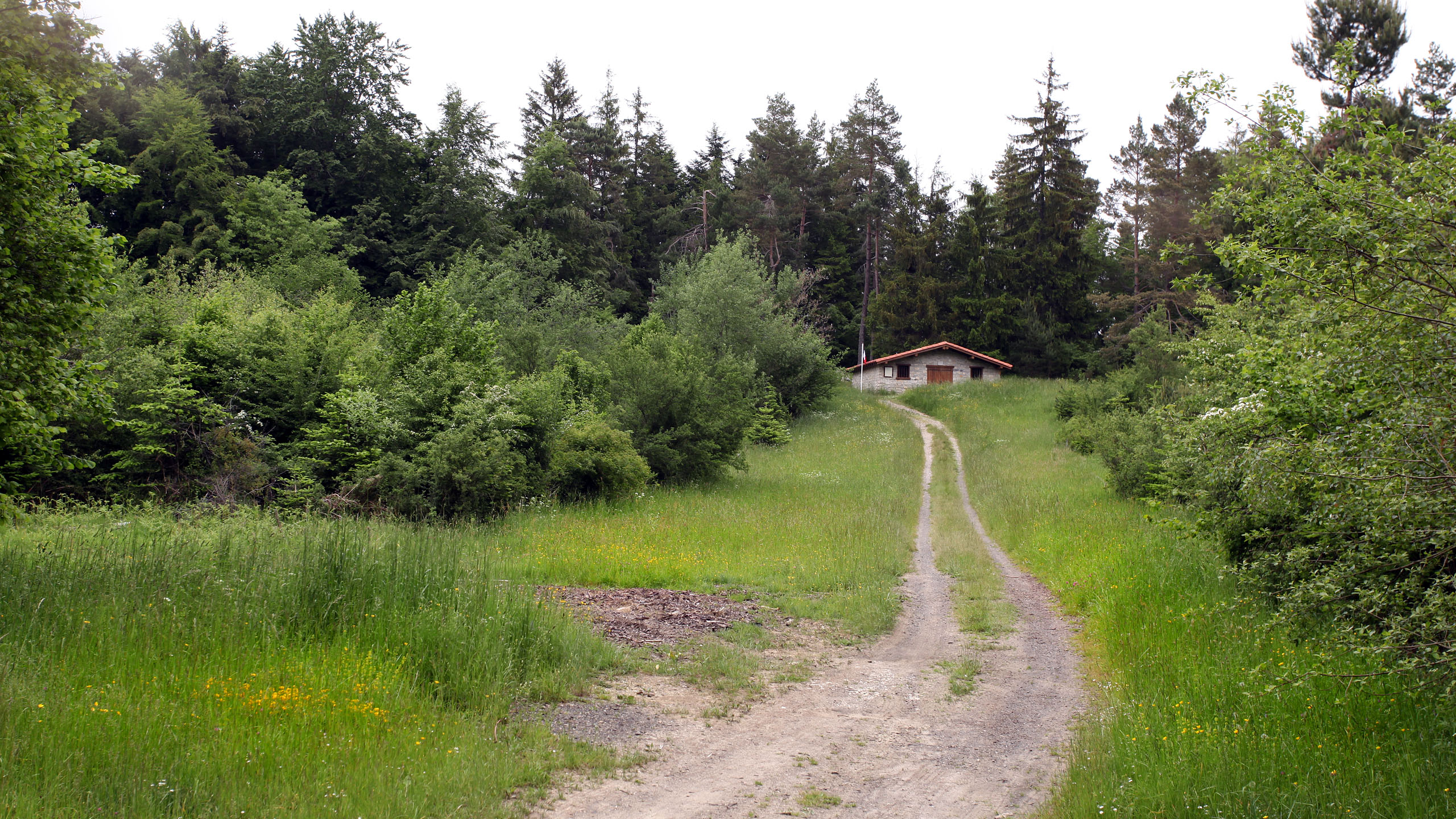
La grange du maquis.

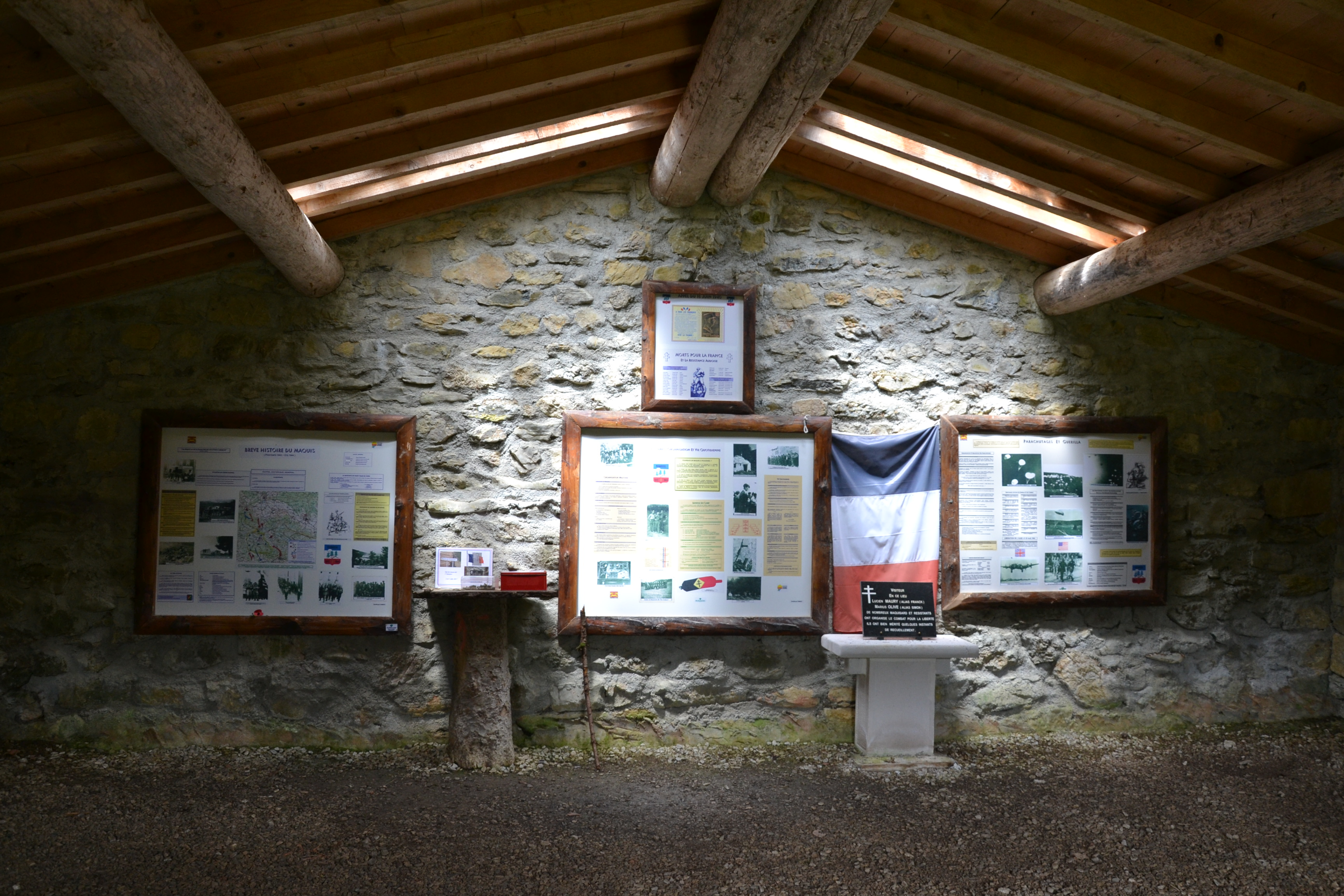
L'intérieur de la grange devenue un mémorial (commune de Belvis).

Des hommes de diverses origines (Audois, militaires, guérilleros espagnols, soldats nord-africains) composaient les effectifs du maquis. Ils étaient regroupés en 8 sections de combat (entre 30 et 40 soldats) elles-mêmes divisées en deux ou trois groupes, et une section de services polyvalents (artificiers, mécaniciens, médecins). À cela s'ajoutait un groupe de commandement.
Équipement
- Armes et munitions

Les maquisards étaient équipés en armes parachutées par les Alliés depuis les « drop zones » (zones de saut) du plateau de Sault, semblables à celles du Vercors. Parmi les armes possédées : fusils (Remington, Mauser, Springfield), mitraillettes (Sten), mitrailleuses (Browning, Hotchkiss) pistolets , grenades (Mills, Gammon), lance-roquettes PIAT, mortiers (50 mm), mines, explosifs...
- Équipement mobile

Trois camions, deux Citroën Traction Avant, deux motos et un side-car, plus une citerne d'eau.
- Équipement divers

Téléphone de campagne, émetteurs-récepteurs de type AMK, brassards tricolores ou à la croix de Lorraine, lampes de poche, etc.

## Historique

### Genèse
Le maquis de Picaussel naît dans la nuit du 15 au 16 mars 1943 de manière fortuite. Un avion allié largue par erreur, à l'Est du hameau de Lescale près de Puivert, un container renfermant 3 postes émetteurs, 54 revolvers et 20 kilos d'explosifs. Malgré l'intervention de l'armée allemande, quelques jeunes du hameau parviennent à récupérer le matériel et le confient à leur instituteur, Lucien Maury.
Cet événement inattendu est à l'origine, quelques semaines plus tard, de la création du secteur « J » de l'armée secrète des MUR. Il couvre la région de Puivert, Nébias, Chalabre, Limoux, Lescale, Rivel, Sainte-Colombe-sur-l'Hers, et Sonnac-sur-l'Hers. Lucien Maury, alias Franck en est le chef désigné. Il fait équipe avec un adjoint, lui aussi instituteur, Marius Olive, alias Simon.
Dans diverses localités du Pays de Sault, se développent des groupes armés. Entre mars et avril, deux parachutages de matériel sont organisés aux abords de Puivert. Olive crée le premier maquis du secteur « J » au mois d'août 1943, aux Roudiès, dans la région de Chalabre. Quelques réfractaires au STO y sont incorporés, mais dénoncés en décembre de la même année, ils sont contraints à la fuite.
En avril 1944, traqués par la Gestapo, les hommes de Maury établissent un poste de commandement dans la grotte de Lescale. Là, ils se voient confier la mission d'acheminer à Toulouse et à Montpellier, le lieutenant Amédée et deux agents radios, Joseph et Émile, parachutés le 10 avril. La mission est un franc succès. Un troisième agent radio, François Le Berre dit Stéphan, est parachuté en même temps qu'eux et restera à Picaussel jusqu'à la Libération.

### Combats et guérillas
Combats et guérillas.

#### Juin 1944
Le 6, le jour où les Alliés débarquent en Normandie, l'ouverture du maquis de Picaussel est proclamée. Les groupes armés des localités environnantes lui font allégeance et viennent grossir les effectifs du maquis. Les parachutages de matériel permettent d'équiper les nouvelles recrues.
Le 10, sous le commandement de Raymond Sarie, les maquisards attaquent un camion allemand sur la nationale 117 ; le 15, ils cambriolent un poste de guet à Alaigne, avec l'aide d'aviateurs français ; le 17 juillet, ils pénètrent dans un dépôt de munitions à Narbonne, et volent fusils, munitions, grenades, mines... sous la direction de Marius Olive.

#### Juillet 1944
Le 21 juillet, ils capturent un soldat allemand au cours de la mission Arréco ; Le 25, ils acheminent à Quillan des blessés à la suite d'une explosion de mortier qui fit par ailleurs cinq morts. Ils bloquent la ville pour donner le temps aux interventions chirurgicales ; le 27, sous le commandement de Guy David, ils tendent une embuscade à un convoi de miliciens dans les gorges de Cascabel, près d'Alet-les-bains.

#### Août 1944
Le 1er août, ils accueillent un détachement du corps-franc de la Montagne Noire, en déroute depuis le 20 juillet ; le 3, ils essuient un accrochage à Limoux contre une colonne de la Wehrmacht. Les Allemands tuent deux civils, et l'on compte deux blessés chez les maquisards ; le 6, a lieu un combat contre une compagnie motorisée de la 11e Panzerdivision, au col de la Babourade, suivi d'un accrochage contre une embuscade allemande à Lescale. Deux maquisards tués ; le 7, deux colonnes allemandes, appuyées par quelques chars, attaquent la maquis par le nord. Les assaillants sont repoussés par l'efficacité des maquisards, qui se replient sur Quérigut ; les 8 & 9, deuxième attaque contre Picaussel. Les Allemands investissent le maquis. Ils le trouvent vide. Le lendemain, furieux de leur échec, ils incendient le hameau de Lescale (Puivert).
Dans la nuit du 12 au 13 août, nouvelle embuscade du maquis contre une colonne allemande, au sud de Formiguères. Six Allemands tués.
Le 17, seconde attaque dans le gorges de Cascabel contre une colonne allemande. Un fusil-mitrailleur ouvre le feu sur le convoi, mais les Allemands ripostent en montrant qu'ils ont à leur possession des otages. L'attaque tourne au drame : troublée, l'équipe du fusil-mitrailleur décroche et laisse à découvert les artificiers postés aux abords de l'itinéraire emprunté par le convoi. Ceux-ci se font prendre à revers par un déploiement rapide des troupes allemandes qui ouvrent le feu et tuent quatre des jeunes maquisards. Sévèrement touché et retardé de plusieurs heures, le convoi est finalement intercepté par un commando américain du Lieutenant Paul Swank, complété par un détachement de F.T.P. du maquis de Salvezines. Swank paye de sa vie son engagement, mais l'efficacité de son intervention entraîne la chute du dépôt d'armes de Couiza et de sa garnison.
Le 22, une colonne motorisée allemande est détruite à Limoux. Les maquisards font cinquante-trois prisonniers et saisissent trois camions ; les 23 et 24, le maquis participe à l'occupation de Carcassonne et combat à Villegailhenc ; le 25 août 1944, l'Aude est libérée.
Après la libération du département de l'Aude, le maquis se cantonne à Carcassonne puis à Pennautier. Il est rejoint à cet endroit par de nombreux combattants volontaires qui forment deux unités régulières de la 1re Armée française du général Jean de Lattre de Tassigny :
- 1er bataillon du 81e régiment d'infanterie, dit « Bataillon Picaussel », commandant :  Lucien Maury.
- 7e compagnie du 80e régiment d'infanterie, dit « Compagnie Picaussel », commandant : Marius Olive.

Ces deux unités combattent dans l'Est de la France à partir de novembre 1944, puis en Allemagne. Elles finissent la guerre en mai 1945.

## Kidnapping et torture de Christian de Lorgeril
Le 22 août 1944, des membres du maquis de Picaussel kidnappent et torturent le comte de Lorgeril, pour ses convictions monarchistes.
Il subira un supplice atroce : assis sur une baïonnette, mains et pieds broyés, transpercé par une baïonnette, puis aspergé de pétrole enflammé. Il mourra après 55 jours d'agonie.

## Maquisards morts au combat ou en déportation
Listes des maquisards morts au combat ou en déportation.

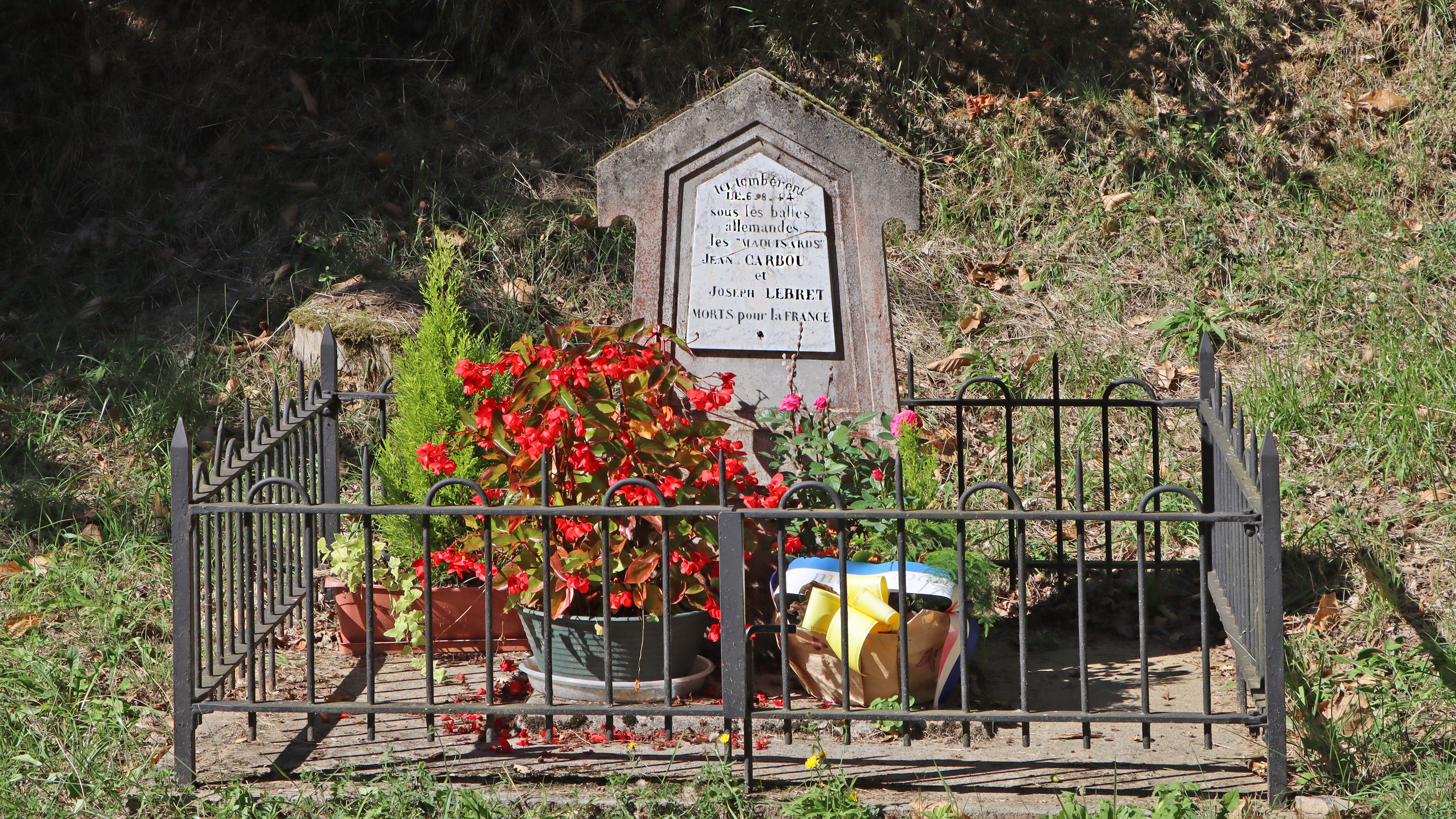
Stèle sur la RD 16.

### Morts au combat
- Azam Adrien – 10 janvier 1945 – Alsace
- Baudry Justin – 26 juillet 1944 – Picaussel
- Bournet Charles – 17 août 1944 – Gorges de Cascabel
- Berthier Jean – 26 juillet 1944 – Picaussel
- Calmet Jean-Baptiste – 20 juillet 1944 – Picaussel
- Carbou Jean – 6 août 1944 – Lescale
- Duhamel Roger – 26 juillet 1944 – Picaussel
- Escriva Auguste – 6 août 1944 – Col de la Babourade
- Eychenne Adrien – 25 janvier 1945 – Alsace
- Fabre Pierre – 27 juillet 1944 – Chalabre
- Folchet Espérance – 20 juillet 1944 – Picaussel
- Jouillet Émile – 17 août 1944 – Gorges de Cascabel
- Lebret Joseph – 6 août 1944 – Lescale
- Malayrac François – 26 juillet 1944 – Picaussel
- Martin Christophe – 26 mars 1946 – Alsace
- Papon Albert – 26 juillet 1944 – Picaussel
- Paret Urbain – 7 août 1944 – Belvis
- Perez Jean – 17 août 1944 – Gorges de Cascabel
- Peyrade Emmanuel – 13 avril 1944 – Campmarcel
- Soligno Marino – 17 août 1944 – Gorges de Cascabel

### Morts en déportation
- Arnaud Baptiste, arrêté le 29 novembre 1943 (Camurac)
- Bayle René, arrêté le 29 novembre 1943 (Belcaire)
- Fournet René, arrêté le 29 novembre 1944 (Camurac)
- Peyrade Ernest, arrêté le 13 avril 1944 (Puivert)
- Vaquié Jacques, arrêté le 29 novembre 1943 (Camurac)
- de Volontat Raoul, arrêté le 10 décembre 1943 (Quillan)

### Morte après déportation
- Miquel Jeanne, arrêtée le 30 mai 1944 (Rivel) et décédée à Coursan en 11 mai 1961